# لياندرو ألميدا سيلفا (لاعب كرة قدم)
لياندرو ألميدا سيلفا (19 يناير 1977 في البرازيل - ) هو لاعب كرة قدم برازيلي في مركز الهجوم. لعب مع إشتوريل برايا ولوليتيانو ونادي ريبيراو ونادي غوندومار ونادي فيزيلا ونادي فولتا ريدوندا وأوفارينسه ديبورتيفا ‏ ونادي تيرسينس ‏ وSC Vianense ‏ وU.S.C. Paredes ‏ وAliados Lordelo F.C. ‏ ونادي تشافيس ونادي فييرينسي.

## وصلات خارجية
- لياندرو ألميدا سيلفا (لاعب كرة قدم) على موقع قاعدة بيانات كرة القدم.إي يو (الإنجليزية)